# George Leveson-Gower (książę)
George Granville Leveson-Gower, 1. książę Sutherland (ur. 9 stycznia 1758 w Londynie, zm. 19 lipca 1833) – brytyjski arystokrata, dyplomata i miliarder.

## Życiorys
Uważany za najbogatszego człowieka w XIX wieku. Oceniano, że jego fortuna przewyższała nawet majątek żydowskiego bankiera Nathana Rothschilda.
W latach 1790–1792 był brytyjskim ambasadorem w Paryżu.
W 1806 roku został kawalerem Orderu Podwiązki. Odegrał niechlubną rolę podczas przymusowych wysiedleń górali w Szkocji, których ziemie były zamieniane na pastwiska owiec.